# Hiroto Kyoguchi
Hiroto Kyoguchi (* 23. November 1993 in Izumi, Präfektur Osaka, Japan) ist ein japanischer Profiboxer und aktueller IBF-Weltmeister im Strohgewicht.
Im Jahre 2016 begann er erfolgreich seine Profikarriere mit einem Sieg durch K. o. in Runde 2 in einem auf 6 Runden angesetzten Fight gegen den Thailänder Narathip Sungsut. Am 23. Juli 2017 boxte er dann gegen José Argumedo um die Weltmeisterschaft des Verbandes IBF und gewann einstimmig nach Punkten.